# Kunovice, Vsetín
Kunovice là một làng thuộc huyện Vsetín, vùng Zlínský, Cộng hòa Séc.